# Arwa Abouon
Arwa Abouon (Tripoli, 1982 – Montreal, 9 giugno 2020) è stata una fotografa canadese.

## Biografia
Lei e la sua famiglia discendono dal popolo Amazigh, cioè berbero che significa "uomini liberi". Nel 1983 il padre, preoccupato per l'incolumità dei figli in seguito ai proclami di reclutamento alle armi di Muammar Gheddafi, preferì emigrare in Canada portando via tutta la famiglia.
Abouon studiò alla Università Concordia di Montreal, dove si laureò in design e Belle Arti, con lode, nel 2007. La sua opera riflette in gran parte il forte contrasto insito nella sua stessa identità: essere stata una canadese occidentale di origini berbere e al tempo stesso musulmana, anche se, come dichiarò lei stessa, parlava poco e male l'arabo. Le sue fotografie sono state spesso autobiografiche proprio per raccontare lo sdoppiamento identitario che si trovò a dover vivere ma che al tempo stesso rappresentavano anche una ricchezza. Utilizzava spesso, quale mezzo espressivo preferito, i dittici, talvolta con immagini contrapposte come ad esempio.  I’m Sorry / I Forgive You e Mirror Mirror Allah Allah, quest'ultimo premiato alla 26ª Biennale di Alessandria d'Egitto per i Paesi del Mediterraneo.
Come ebbe a commentare in occasione della mostra di Alessandria: "Questo [dittico] può anche essere collegato alla mia educazione tra due culture e alla ricerca di un equilibrio con queste influenze. Penso che queste dualità siano più una benedizione che una stampella perché riesco a comprendere fattori diversi o a volte persino opposti in modo più soggettivo" e aggiunse "Questo specchio riflette ciò che gli mostriamo e per prosperare dobbiamo tornare alla semplicità e trattare le differenze di opinioni delle persone con rispetto e con una mente aperta".
Le sue fotografie sono state esposte in varie mostre in America, Europa, Asia, Medio Oriente e, naturalmente, in Canada. Sue foto sono state esposte anche in Italia presso le Gallerie delle Prigioni a Treviso, l'edificio che ospitava le prigioni asburgiche che Luciano Benetton ha restaurato e che viene gestito tramite una Fondazione. La mostra collettiva cui Abouon ha preso parte, dal titolo Sahara: What is Written Will Remain, si è tenuta nel 2018 con autori provenienti dall'Africa.
La sua morte è stata improvvisa e le sue cause ignote.